# El Veladero, Veracruz
El Veladero är en ort i Mexiko.   Den ligger i kommunen Tihuatlán och delstaten Veracruz, i den sydöstra delen av landet, 220 km nordost om huvudstaden Mexico City. El Veladero ligger 113 meter över havet och antalet invånare är 120.
Terrängen runt El Veladero är platt. Runt El Veladero är det ganska tätbefolkat, med 179 invånare per kvadratkilometer. Närmaste större samhälle är Tihuatlan, 3,0 km sydost om El Veladero. Trakten runt El Veladero består till största delen av jordbruksmark.